# Mattik mehchi
Le mattik mehchi, ou calamar farci, est une spécialité culinaire tunisienne. Il s'agit de calamars farcis d'un mélange grossier de tentacules de calamar découpés, de blette, de coriandre fraîche, de persil, de céleri, d'oignons et de riz. De plus, la garniture est assaisonnée d'ail, de curcuma, de sel, de poivre, d'huile d'olive et souvent de harissa et de menthe séchée.
Le plat est usuellement servi accompagné de couscous et de légumes.